# 1503

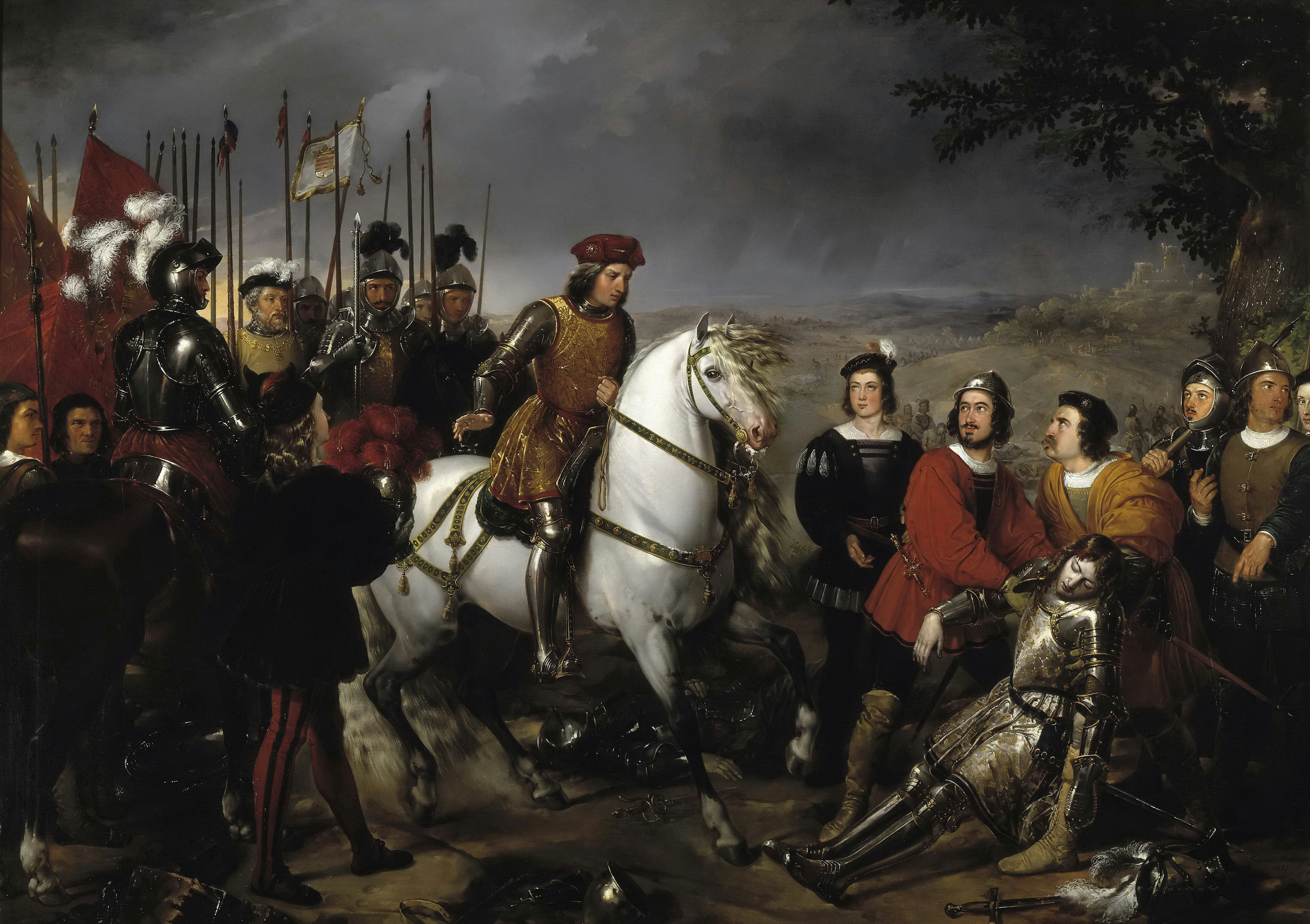
na de Slag bij Cerignola

Het jaar 1503 is het 3e jaar in de 16e eeuw volgens de christelijke jaartelling.

## Gebeurtenissen
- 13 februari - Disfida: Duel tussen 13 Franse en 13 Italiaanse soldaten bij Barletta.
- 28 april - Slag bij Cerignola: De Spanjaarden onder Gonzalo Fernández de Córdoba boeken mede dankzij hun haakbussen een vernietigende overwinning op een groter Frans-Zwitsers leger onder Lodewijk van Nemours, die sneuvelt. De Fransen moeten hun aanspraken op Napels opgeven.
- 1 mei - Christopher Columbus vertrekt van Panama naar Hispaniola, maar lijdt vervolgens schipbreuk op Jamaica.
- 10 mei - Columbus ontdekt de Kaaimaneilanden.
- 24 juni - De Fransman Binot Paulmier de Gonneville vertrekt op een expeditie met bestemming Indië.
- 31 juli - Bij een grote nachtelijke stadsbrand in Harderwijk komen honderden mensen om het leven.
- 3 augustus - Huwelijk van Hendrik III van Nassau-Breda en Louise Francisca van Savoye.
- 8 augustus - De 'eeuwigdurende vrede' tussen Engeland en Schotland wordt bezegeld met het huwelijk van koning Jacobus IV van Schotland met prinses Margaret Tudor.
- augustus - De Portugezen stichten een handelspost en fort bij Axim (Ghana).
- 9 september - Na de dood van Filips van Sausenberg wordt hij opgevolgd door Christoffel van Baden-Baden, wat een hereniging van de markgraafschap Baden inhoudt.
- 1 december - Na de dood van hertog George de Rijke breekt de Landshuter Successieoorlog uit tussen Beieren-München en de Palts.
- Afonso de Albuquerque steunt de sultan van Cochin tegen Calicut. De Portugezen krijgen het recht een fort in Cochin te bouwen, dat hij onder bevel van Duarte Pacheco plaatst.
- Portugal legt de sultan van Zanzibar schatting op en sticht een handelspost op het eiland.
- De Duitse geldschieter Welser verkrijgt het alleenrecht op de handel met West-Indië.
- Ludovico di Varthema dringt als eerste christelijke Europeaan door tot in Mekka.
- Gonçalo Coelho vertrekt voor een tweede reis naar Brazilië, opnieuw met Amerigo Vespucci.
- António de Saldanha landt bij de Tafelbaai en beklimt de Tafelberg.
- Juan de Bermudez ontdekt Bermuda.
- De paus staat de ridders van de Duitse Orde toe om aflaten te verkopen.
- Mikołaj Kamieniecki wordt aangesteld als eerste Grootkroonhetman van Polen.

## Beeldende kunst

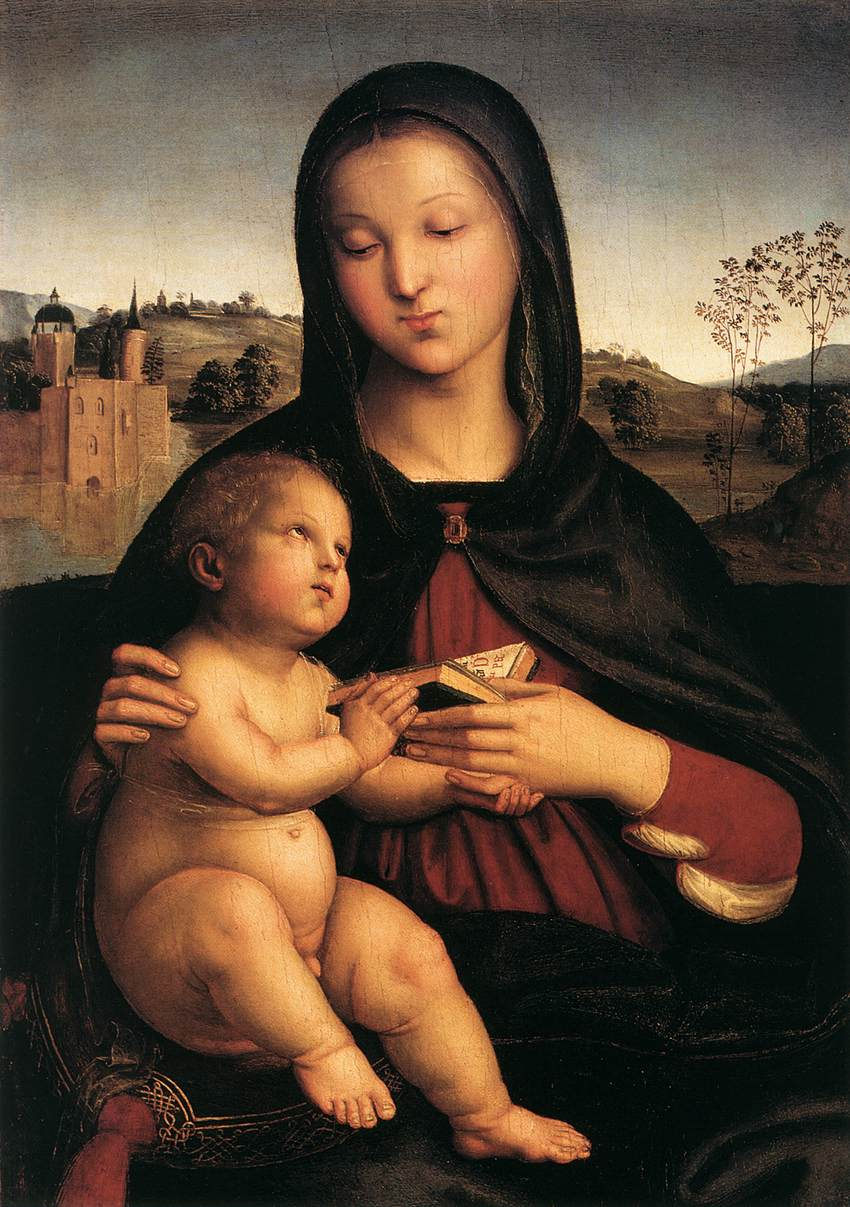
Rafaël: Madonna Pasadena
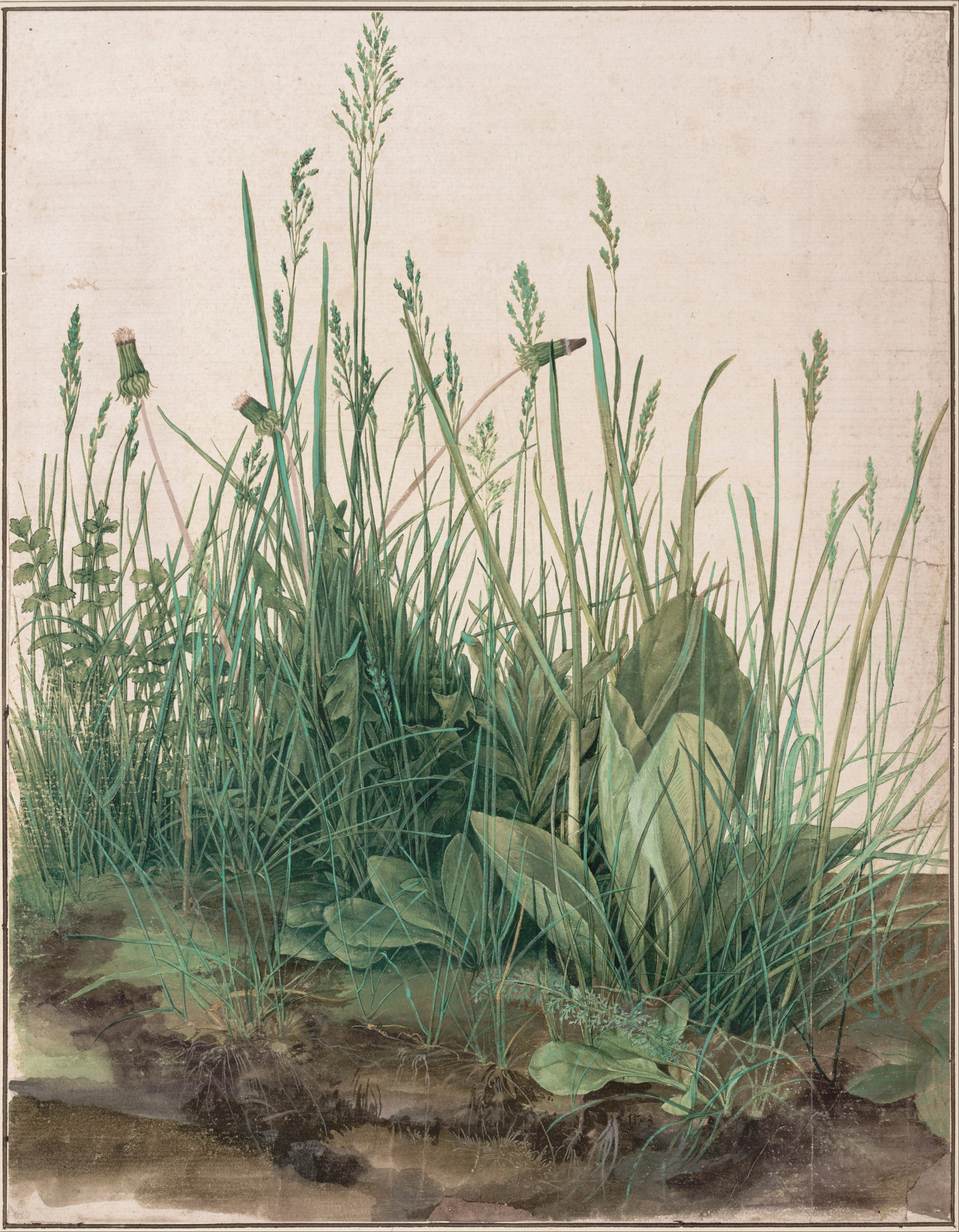
Albrecht Dürer: De grote graszode
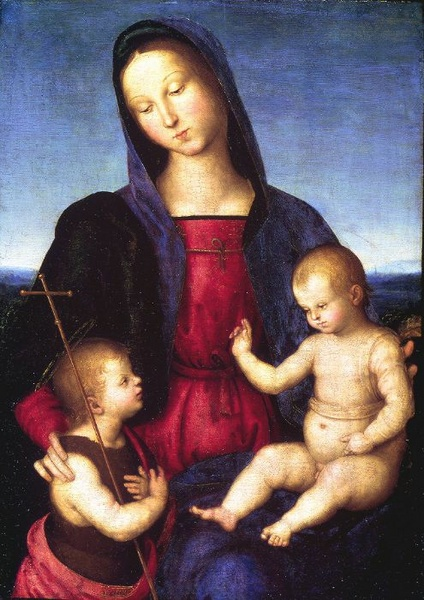
Rafaël: Madonna Diotallevi
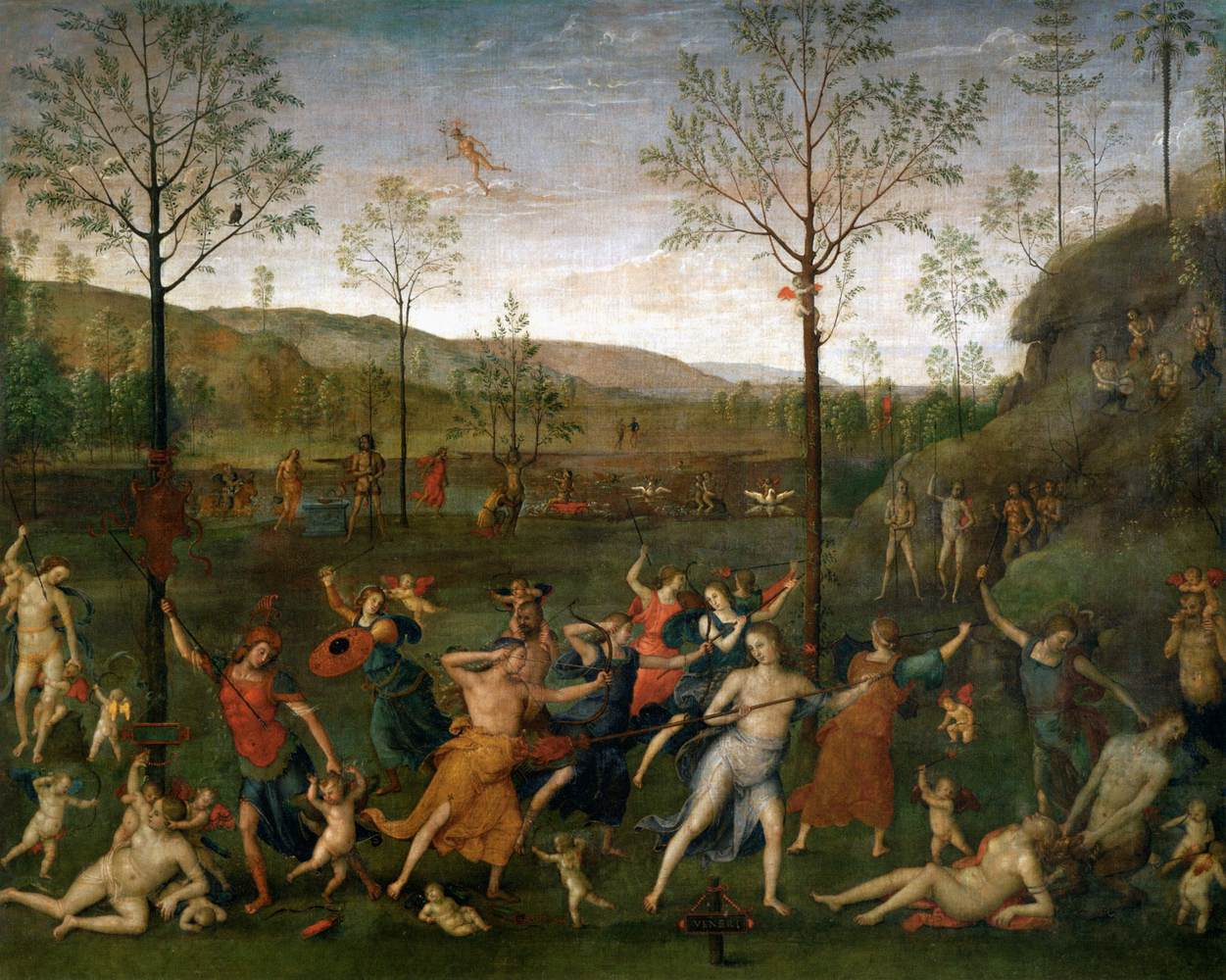
Pietro Perugino: Strijd tussen Liefde en Kuisheid
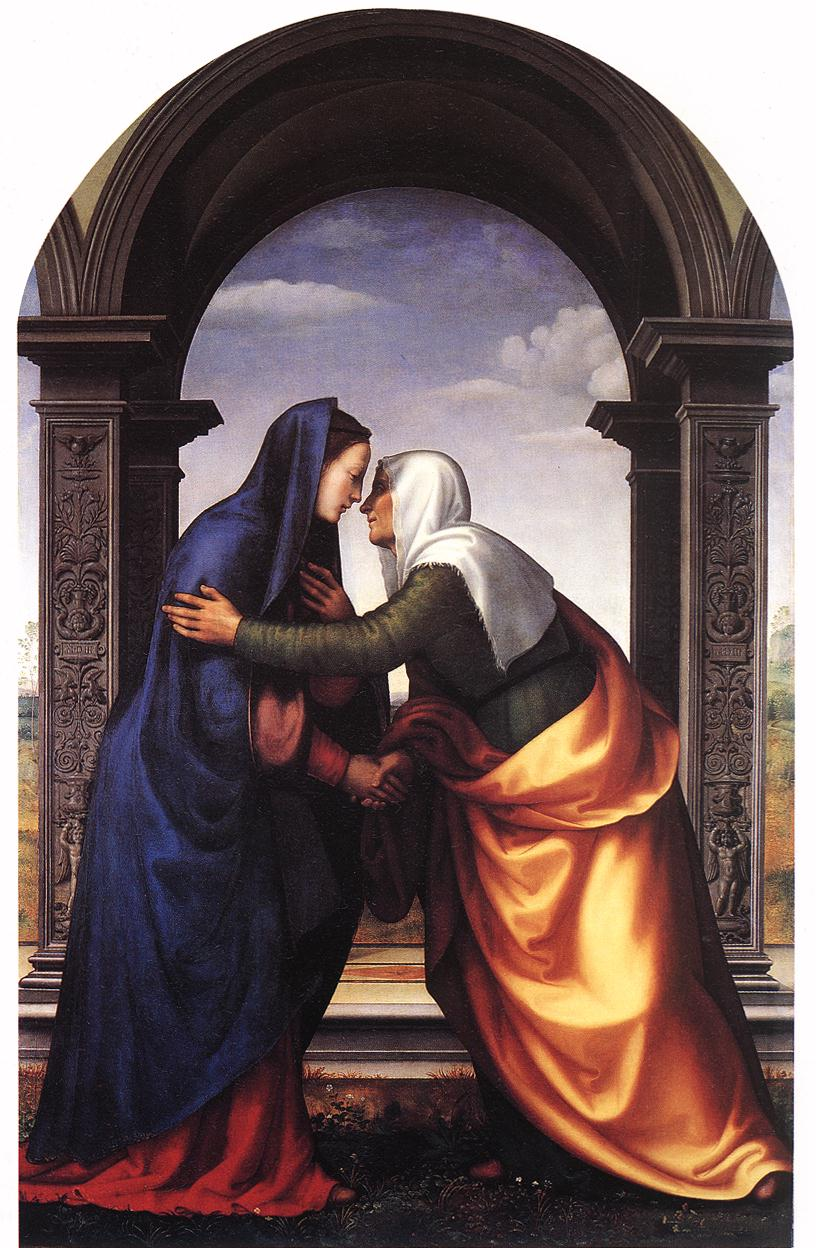
Mariotto Albertinelli: De Visitatie

- Leonardo da Vinci begint aan de Mona Lisa.

## Opvolging
- Baden-Sausenberg - Filips opgevolgd door Christoffel van Baden-Baden
- Bourbon, Auvergne en La Marche - Peter II opgevolgd door zijn dochter Suzanna onder regentschap van dier moeder Anna van Beaujeu
- Brieg - Ludmila van Podiebrad opgevolgd door haar zoons Frederik II van Legnica en George I van Brieg
- aartsbisschop van Canterbury - Henry Deane opgevolgd door William Warham
- Generalitat de Catalunya - Alfons d'Aragó opgevolgd door Ferrer Nicolau de Gualbes i Desvalls
- patriarch van Constantinopel - Pachomius I als opvolger van Nefon II
- Hildesheim - Erik van Saksen-Lauenburg opgevolgd door zijn broer Johan van Saksen-Lauenburg
- Hohenlohe-Weikersheim - Crato V opgevolgd door George
- Mazovië - Koenraad III Rudy opgevolgd door zijn zoons Stanislaus en Jan III onder regentschap van hun moeder Anna Radziwiłł
- Neuchâtel - Filips van Sausenberg opgevolgd door zijn dochter Johanna
- paus (22 september, 1 november) - Alexander VI opgevolgd door Francesco Todeschini Piccolomini als Pius III, op zijn beurt opgevolgd door Giuliano della Rovere als Julius II
- Orde van Sint-Jan - Pierre d'Aubusson opgevolgd door Emery d'Amboise
- Zweden (regent) - Sten Sture de Oudere opgevolgd door Svante Nilsson

## Afbeeldingen

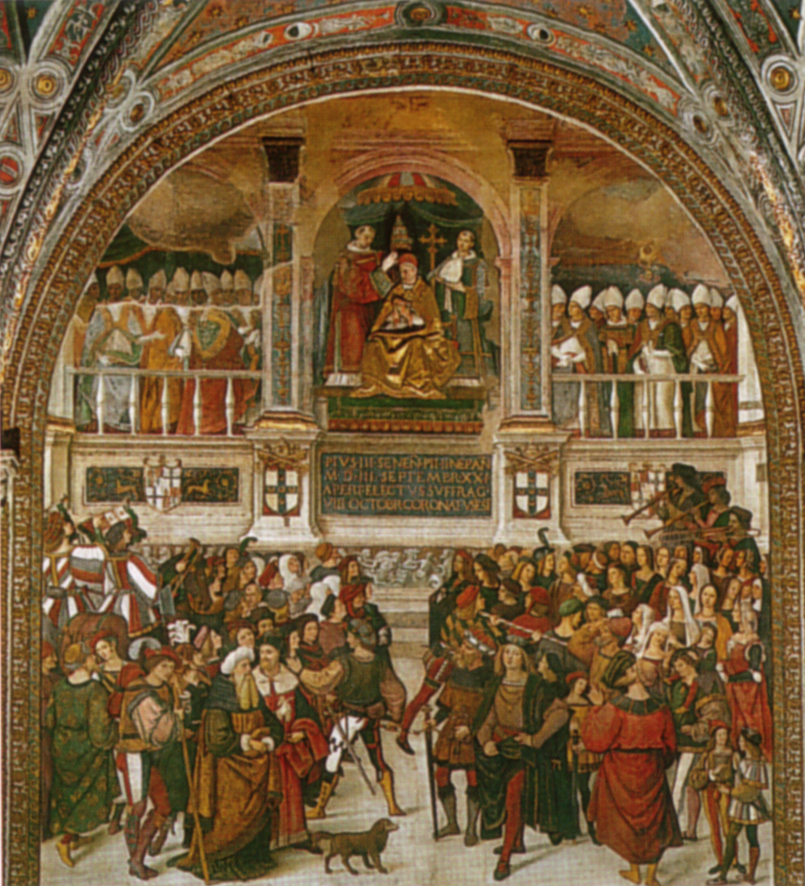
Pius III tot paus gekroond
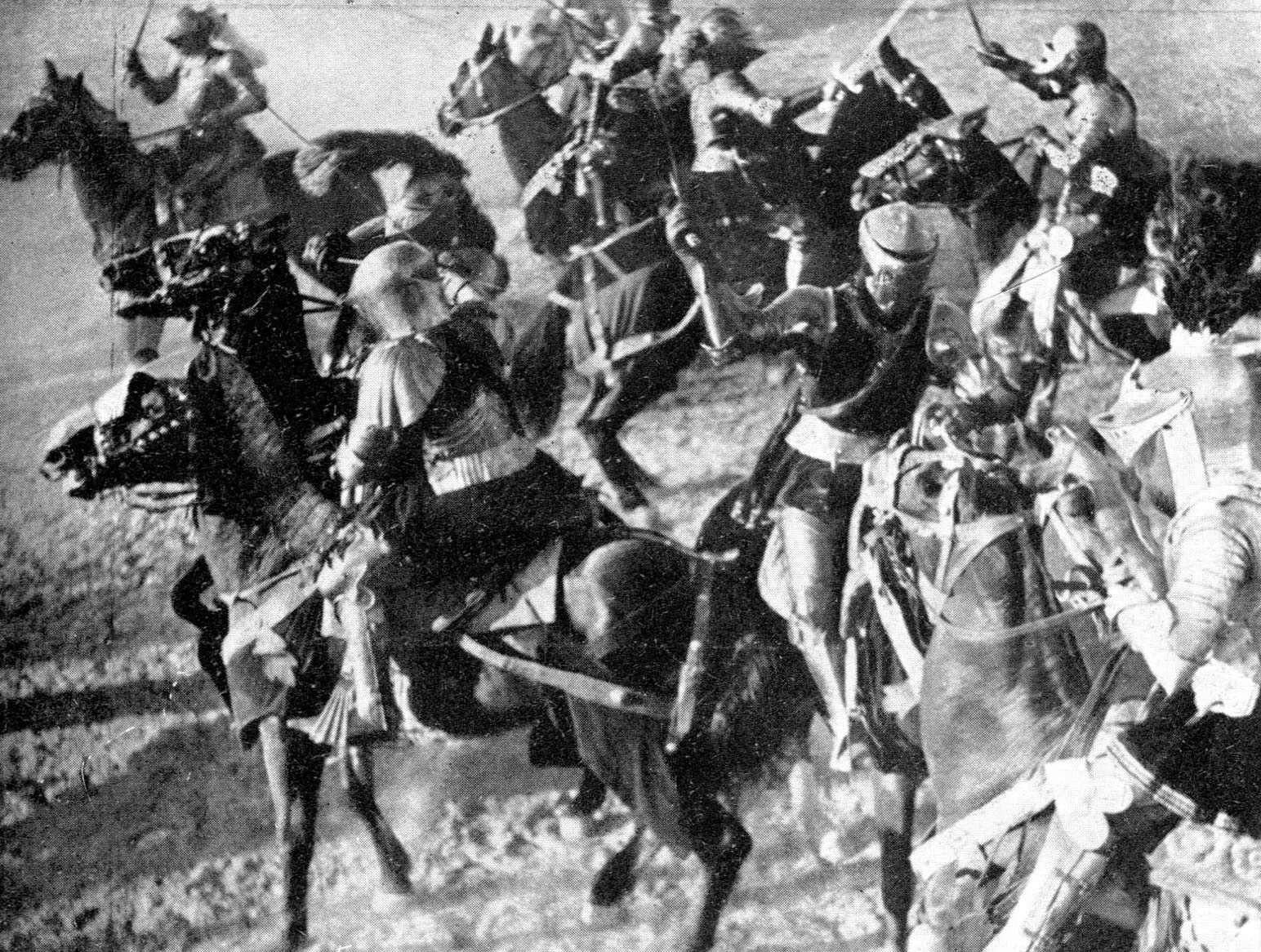
Duel van Barletta
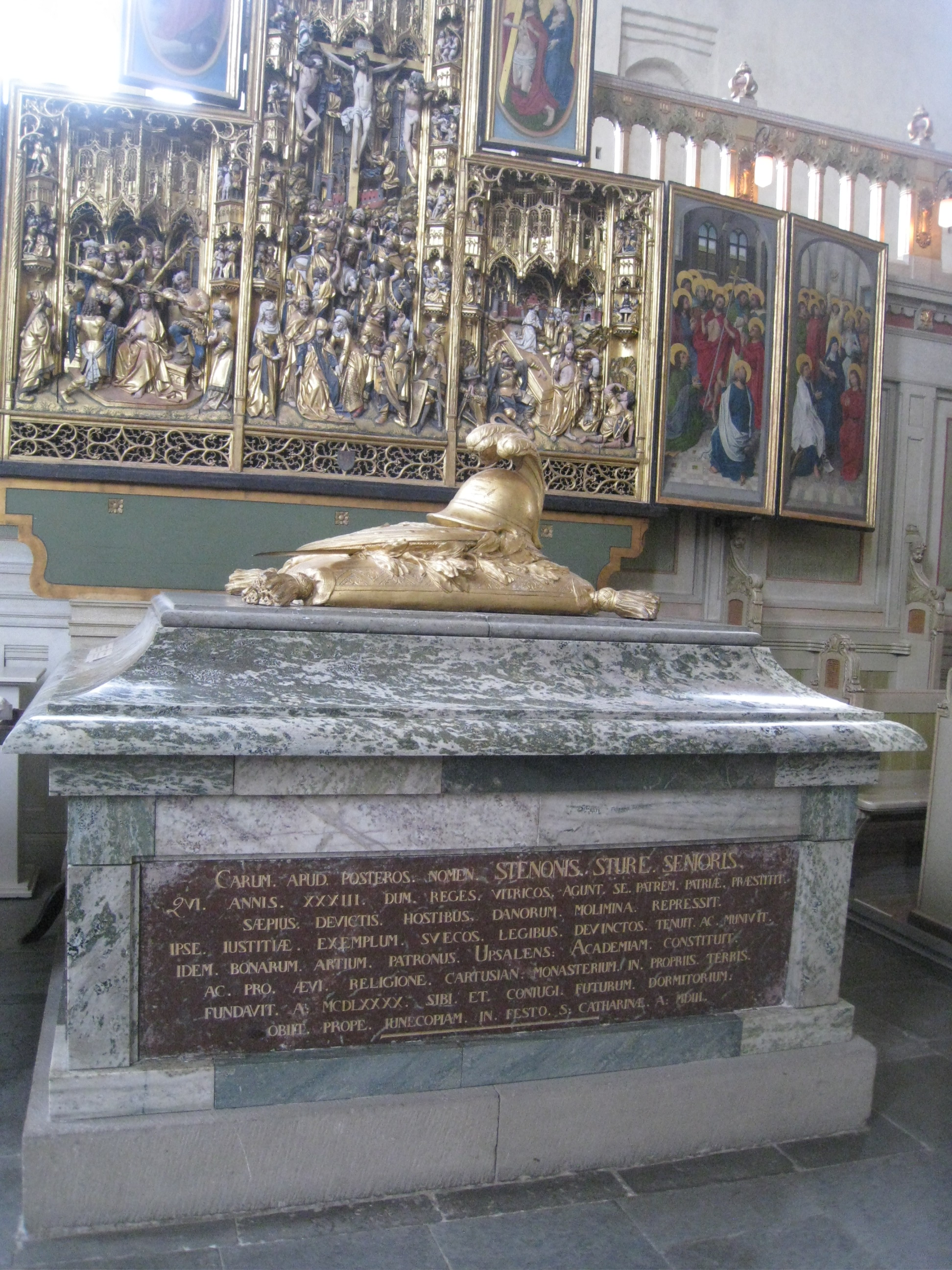
graftombe van Sten Sture de Oudere

## Geboren
- 11 januari - Parmigianino, Italiaans schilder
- 10 maart - Ferdinand I, koning en keizer van Duitsland (1556-1564), aartshertog van Oostenrijk (1522-1564) en koning van Bohemen en Hongarije (1526-1564)
- 18 april - Hendrik II, koning van Navarra (1517-1555)
- 1 mei - Celio Secondo Curione, Italiaans theoloog
- 30 juni - Johan Frederik I, keurvorst en hertog van Saksen
- 23 juli - Anna van Bohemen en Hongarije, echtgenote van keizer Ferdinand I
- 12 augustus - Christiaan III, koning van Denemarken en Noorwegen (1534-1559)
- 14 augustus - Gabriël de la Coste, Zuid-Nederlands politicus
- 24 oktober - Isabella van Portugal, echtgenote van Karel V
- 12 november - Filips van Palts-Neuburg, Duits edelman
- 17 november - Agnolo Bronzino, Italiaans schilder
- 19 november - Pier Luigi Farnese, Italiaans edelman
- 14 december - Nostradamus, Frans astroloog
- Eréndira, Taraskisch prinses
- Robert Etienne, Frans drukker
- Huáscar, Inca (1527-1532)
- Pieter de Kempeneer, Zuid-Nederlands schilder
- Coriolano Martirano, Napolitaans prelaat, staatsman en humanist
- Unico Ripperda, Noord-Nederlands edelman
- Hans Svaning, Deens historicus
- Thomas Wyatt, Engels dichter en diplomaat
- Johan Zoudenbalch, Noord-Nederlands edelman
- George Boleyn, Engels diplomaat (jaartal bij benadering)
- Gumprecht II van Nieuwenaar-Alpen, Duits edelman (jaartal bij benadering)
- Frederik Schenck van Toutenburg], aartsbisschop van Utrecht (jaartal bij benadering)
- Garcilaso de la Vega, Spaans dichter (jaartal bij benadering)
- Petrus Vulcanius, Zuid-Nederlands humanist (jaartal bij benadering)

## Overleden
- 20 januari - Ludmila van Podiebrad (46), Silezisch edelvrouw
- 11 februari - Elizabeth van York (37), echtgenote van Hendrik VII
- 14 maart - Frederik Jagiellon (34), Pools kardinaal
- 28 maart - Evert Zoudenbalch (~78), Noord-Nederlands edelman
- 28 april - Lodewijk van Armagnac-Nemours (~30), Frans edelman
- 28 april - Jacomijne Costers (~40), Zuid-Nederlands religieus schrijver
- 31 mei - Barbara Gonzaga (47), Italiaans edelvrouw
- 2 juni - Chiara Gonzaga (38), Italiaans edelvrouw
- 3 juli - Pierre d'Aubusson (80), grootmeester van de Orde van Sint Jan
- 7 juli - Willem II van Brunswijk-Wolfenbüttel (~78), Duits edelman
- 24 juli - Louise van Savoye (40), Savoyaards prinses en kloosterzuster
- 5 augustus - Reginald Bray (~63), Engels staatsman
- 18 augustus - Alexander VI (72), paus (1492-1503)
- 1 september - Erasmus van Erbach (~37), Duits edelman
- 9 september - Filips van Sausenberg (~49), Duits edelman
- 17 september - Giovanni Pontano (77), Italiaans humanist en dichter
- 26 september - Jacob van der Zype (~38), Zuid-Nederlands politicus
- 10 oktober - Peter II van Bourbon (64), Frans edelman
- 18 oktober - Pius III (64), paus (1503)
- 28 oktober - Koenraad III Rudy (~55), Pools edelman
- 20 november - Magnus II (~62), hertog van Mecklenburg
- 23 november - Margaretha van York (57), echtgenote van Karel de Stoute
- 27 november - Bernardino van Fossa (~83), Italiaans historisch en religieus auteur
- 1 december - George van Beieren (48), hertog van Beieren-Landshut
- 14 december - Sten Sture de Oudere (~63), Zweeds staatsman
- 21 december - Lorenzo Cibo de’ Mari (~52), Italiaans kardinaal
- 28 december - Piero di Lorenzo de' Medici (32), heer van Florence
- 30 december - Günther XXXVI van Schwarzburg (64), Duits edelman
- Anacaona, Taino opperhoofd
- Colijn Caillieu, Zuid-Nederlands dichter
- Andrzej Frycz Modrzewski (~69), Pools humanist
- Herman de Waghemakere, Zuid-Nederlands architect
- Jean van Salazar, Spaans edelman (jaartal bij benadering)

- 10 oktober - Peter II van Bourbon (64), graaf van La Marche, hertog van Bourbon

## Trivia
- Het boek Assassin's Creed: Broederschap speelt in 1503, rond de strijd van Cesare Borgia (de zoon van paus Alexander VI) om Italië te beheersen.